# Museu Carmen Thyssen Andorra
El Museu Carmen Thyssen Andorra està ubicat a la planta baixa de l'antic Hostal Valira, situat a les Escaldes, parròquia d'Escaldes-Engordany, Andorra. Va ser inaugurat el 16 de març de 2017 amb la mostra «Escenaris» incloent vint-i-sis obres d'artistes com Ramon Casas, Paul Gauguin, Hermen Anglada Camarasa i Richard Estes. Es nodreix de la Col·lecció Carmen Thyssen-Bornemisza, amb un fons format per obres del segle xix i XX, i també obres del segle XVI fins a l'actualitat.
La seu d'Andorra de la institució fou la primera internacional, després del Museu Nacional Thyssen-Bornemisza de Madrid i el Museu Carmen Thyssen de Màlaga.

## Edifici Hostal Valira
Es troba a la planta baixa de l' Hostal Valira, antic establiment hoteler i balneari de la parròquia andorrana d'Escaldes-Engordany, promogut per l'abat de Montserrat Antoni Maria Marcet l'any 1929 i projectat i inaugurat l'any 1933 per l'arquitecte benedictí Celestí Gusí, segons el disseny de l'arquitecte Puig i Cadafalch. L'objectiu principal de l'hotel era acollir als monjos però mai van arribar-hi a viure; posteriorment va declarar-se com un establiment de luxe. Des del 1943 es propietat de la família Reig. La seva funció com a hotel va durar fins a l'any 2000, posteriorment va patir un incendi que va afectar malauradament a l'estructura. A partir d'aquell moment, arrel de les reformes dutes a terme, s'hi van construir habitatges de luxe i es va deixar la planta baixa per, posteriorment, dedicar-ho al museu.
Els blocs de granit de la façana, disposats seguint una estructura de niu d'abella, són un tret singular de la cultura andorrana. Per això, aquest edifici s'emmarca dins de l'anomenada arquitectura de granit, característica del Principat. És un exemple rellevant de l'arquitectura de granit per la seva qualitat arquitectònica. A més, va ser un dels establiments hotelers i termals més antics d'Andorra.

## El Museu
Va ser inaugurat el març de 2017 a la planta baixa de l'històric Hostal Valira, per iniciativa de la Baronesa Carmen Thyssen-Bornemisza, col·leccionista d'art, que ja havia fundat anteriorment el Museu Carmen Thyssen de Màlaga. Es va inaugurar el 16 de març de 2017 amb la mostra «Escenaris» incloent vint-i-sis obres d'artistes com Ramon Casas, Paul Gauguin, Hermen Anglada Camarasa i Richard Estes.
El seu director artístic i conservador és Guillermo Cervera. El 2018, la pinacoteca va ser nominada a millor museu novell europeu de l'any 2018 per la UNESCO i The Guardian va incloure la mostra “Allées et venues. Gauguin i quatre segles de camins en l'art” com una de les 20 exposicions recomanades per veure en una escapada per Europa.

## Exposicions
- "Escenaris. De Monet a Estes. De Trouville a Nova York", la qual va inaugurar el Museu Carmen Thyssen Andorra (2017/2018).[7][8]
- "Allées et venues. Gauguin i quatre segles de camins en l'art" (2018).[6][9]
- "Femina Feminae. Les muses i la col·leccionista. De Piazzetta a Delaunay". (2018/2019).[10]
- "Influencers en l'art. De Van Goyen al Pop Art". (2019/2020).[11]